# Роза Роза
Роза Роза (італ. Rosa Rosà) — італійська письменниця-футуристка та художниця австрійського походження.

## Біографія
Едіт фон Гайнау народилася 18 листопада 1884 року у Відні, Австрія. Походила з аристократичної австрійської сім'ї. Протягом двох років навчалася у Віденській школі мистецтва. 1907 року зустріла італійського журналіста Ульріко Арнальді, а вже наступного року пара одружилася та поселилася в Римі, Італія. У період між 1909—1915 роками у них народилося четверо дітей.
Під час Першої світової війни, коли її чоловіка мобілізували на австрійський фронт, Джудіт познайомилася з Філіппо Томмазо Марінетті та вступила до лав футуристів, змінивши своє ім'я на Роза Роза (такий псевдонім обрала на честь однойменного містечка, яке перебувало то під владою Австрії, то Італії; таким чином вказувала на свою подвійну ідентичність). Разом із іншими письменницями почала друкувати свої твори на сторінках журналу «Футуристична Італія» (італ. L'Italia Futurista), де у період між 1916 та 1918 роками з'явились декілька її статей та два оповідання — «Сноходіння романтизму» (італ. Romanticismo sonnambulo) та «Множина» (італ. Moltitudine). 1918 року світ побачив феміністичний фантастичний роман письменниці під назвою «Жінка з трьома душами» (італ. La donna con tre anime), а 1919 року вийшла книга «Ніхто окрім тебе» (італ. Non c'è che te!).
1917 року почала малювати ілюстрації для книг своїх колег-футуристів. 1919 року взяла участь у Великій національній футуристичній виставці (італ. Grande Esposizione Nazionale Futurista), а 1921 року в Берлінській міжнародній виставці. Намалювала сорок кольорових ілюстрацій для видання «Тисяча й одної ночі» 1922 року, а згодом й ілюстрації до збірки перських казок «Книга папуги».Ба більше, окрім літератури та малювання, Роза також займалася скульптурою та гончарством.
Наприкінці свого життя письменниця опублікувала два романи про Середземномор'я: «Середземноморська вічність» (італ. Eterno mediterraneo; 1964) та «Феномен Візантії» (італ. Il fenomeno Bisanzio; 1970). Вона, однак, так і не закінчила ще два романи — «Будинок щастя» (італ. La casa della felicità) та «Втеча з лабіринту» (італ. Fuga dal labirinto), а також  автобіографію «Дунай — сірий» (італ. Il Danubio è grigio).